# Paramordellaria triloba
Paramordellaria triloba är en skalbaggsart som först beskrevs av Thomas Say 1824.  Paramordellaria triloba ingår i släktet Paramordellaria och familjen tornbaggar. Inga underarter finns listade i Catalogue of Life.